# Baronía de Bicorp
La baronía de Bicorp es un título nobiliario español creado en 1392 por el rey de Aragón Juan I al aceptar con facultad real este vínculo a Luis de Castellar Olim de Vilanova y a su mujer Francisca Juana Carroz.
Este título fue rehabilitado en 1918 por el rey Alfonso XIII a favor de María de los Dolores Frígola y Muguiro.
Su denominación hace referencia al municipio de Bicorp en la provincia de Valencia, donde aún se conserva el castillo de los barones de Bicorp. Anteriormente, perteneció al linaje de los Orís, y en 1392 lo era aún de Martí Sanxis d'Orís.

## Barones de Bicorp
|                               | Titular                                   | Periodo                       |
| Creación por Juan I de Aragón | Creación por Juan I de Aragón             | Creación por Juan I de Aragón |
| ----------------------------- | ----------------------------------------- | ----------------------------- |
| I                             | Luis de Castellar Olim de Vilanova        | 1392-...                      |
| ~                             | ...                                       |                               |
| ~                             | Luis de Vilanova y Castellar              |                               |
| ~                             | ...                                       |                               |
| ~                             | Tomás de Castellví y Adell                |                               |
| ~                             | Galcerán de Castellví y Villaseñor        |                               |
| ~                             | Nicolás Felipe de Castellví y Villarasa   |                               |
| ~                             | Nicolás Martín de Castellví y Monsoriu    |                               |
| ~                             | Antonio Benito de Castellví y Durán       |                               |
| ~                             | ...                                       |                               |
| Rehabilitado por Alfonso XIII |                                           |                               |
| XIX                           | María de los Dolores Frígola y Muguiro    | 1918-1941                     |
| XX                            | María del Carmen López de Ayala y Frígola | 1950-1988                     |
| XXI                           | Carlos de Muguiro e Ybarra                | 1988-2018                     |
| XXII                          | Carlos de Muguiro y Serrano-Suñer         | 2022-hoy                      |

## Historia de los barones de la Bicorp
- Luis de Castellar Olim de Vilanova, I barón de Bicorp, I barón de Benedrís.
  - Casó con Francisca Juana Carroz.
- Luis de Vilanova y Castellar, barón de Bicorp, I conde del Castellá.

Sucesores suyos fueron:
- Jerónima de Vilanova y Carroz, II condesa de Castellá.
- Carlos de Castellví y Vilanova.
- Galcerán de Castellví y Fax.
- Carlos de Castellví y Figuerola.
- Tomás de Castellví y Adell, barón de Bicorp, barón de Benedrís, III conde de Castellá.
- Galcerán de Castellví y Villaseñor (n. en 1643), barón de Bicorp, barón de Benedrís, IV conde de Castellá.
- Nicolás Felipe de Castellví y Villarasa (n. en 1673), barón de Bicorp, barón de Benedrís, V conde de Castellá.
- Nicolás Martín de Castellví y Monsoríu, Barón de Bicorp, barón de Benedrís, VI conde de Castellá.
- Vicente María Nicolás de Castellví y Monsoríu, VIII conde de Castellá.
- Antonio Benito de Castellví y Durán, barón de Bicorp, barón de Benedrís, IX conde de Castellá.

Rehabilitado en 1918 por Alfonso XIII:
- María de los Dolores Frígola y Muguiro, XIX baronesa de Bicorp.

Casó con Juan López de Ayala y Gragera. Le sucedió su hija:
- María del Carmen López de Ayala y Frígola, XX baronesa de Bicorp.

Casó con Ramón de Solís y Peche. Le sucedió:
- Carlos de Muguiro e Ybarra (1935-La Granja de San Ildefonso, 1 de diciembre de 2018[2]), XXI barón de Bicorp, XX barón de Benedrís, V conde de Muguiro, barón del Castillo de Chirel.

Casó con Pilar Serrano-Suñer y Polo. Sucedió su hijo:
- Carlos de Muguiro y Serrano-Suñer, XXII barón de Bicorp[3]